# 다니엘 베르토니
리카르도 다니엘 베르토니(스페인어: Ricardo Daniel Bertoni, 1955년 3월 14일 ~ )는 은퇴한 아르헨티나 출신의 미드필더이다. 포지션은 미드필더였다. 1978년 FIFA 월드컵 우승 멤버이기도 하다.
베르토니는 1971년 킬메스 AC에서 데뷔했고, 1973년 인데펜디엔테로 이적해 1977년까지 뛰면서 코파 리베르타도레스를 3번 우승했다(1973, 1974, 1975년). 1978년부터 1980년까지 스페인의 세비야 FC에서 뛰었고, 1981년에는 이탈리아로 가 ACF 피오렌티나, SSC 나폴리와 우디네세 칼초에서 뛰었다. 1987년 우디네세에서 은퇴했다.
그는 아르헨티나 축구 국가대표팀의 일원으로서 활약하기도 했는데, 31경기에 나와 12골을 넣었다.